# Hoplodoris nodulosa
Hoplodoris nodulosa är en snäckart som först beskrevs av George French Angas 1864.  Hoplodoris nodulosa ingår i släktet Hoplodoris och familjen Discodorididae. Inga underarter finns listade i Catalogue of Life.